# Сельское поселение «Село Чипляево»
Се́льское поселе́ние «Село Чипляево» — муниципальное образование в Спас-Деменском районе Калужской области Российской Федерации.
Административный центр — село Чипляево.

## История
Статус и границы сельского поселения установлены Законом Калужской области от 4 октября 2004 года № 354-ОЗ «Об установлении границ муниципальных образований, расположенных на территории административно-территориальных единиц "Барятинский район", "Куйбышевский район", "Людиновский район", "Мещовский район", "Спас-Деменский район", "Ульяновский район" и наделении их статусом городского поселения, сельского поселения, муниципального района».

## Население
| 2007 | 2010 | 2012 | 2013 | 2014 | 2015 | 2016 |
| ---- | ---- | ---- | ---- | ---- | ---- | ---- |
| 792  | ↘709 | ↘673 | ↘637 | ↘622 | ↘595 | ↗602 |
| 2017 | 2018 | 2019 | 2020 | 2021 |      |      |
| ↘566 | ↘550 | ↘543 | ↘526 | ↗583 |      |      |

## Состав сельского поселения
| №  | Населённый пункт | Тип населённого пункта       | Население |
| -- | ---------------- | ---------------------------- | --------- |
| 1  | Большая Каменка  | деревня                      | →0        |
| 2  | Вязовня          | деревня                      | →0        |
| 3  | Ерши             | деревня                      | ↗144      |
| 4  | Игнатовский      | посёлок                      | ↘7        |
| 5  | Князево          | деревня                      | ↘4        |
| 6  | Куземки          | деревня                      | ↗60       |
| 7  | Марково          | деревня                      | →25       |
| 8  | Песочня          | деревня                      | →0        |
| 9  | Пустая           | деревня                      | ↗8        |
| 10 | Пустовский       | посёлок                      | ↘4        |
| 11 | Ртинка           | деревня                      | →0        |
| 12 | Слободка         | деревня                      | ↘15       |
| 13 | Чипляевка        | деревня                      | →2        |
| 14 | Чипляево         | село, административный центр | ↘440      |